# Ventusky
Ventusky er et tjekkisk meteorologisk firma grundlagt i 2006 med hjemsted i Plzeň. Med fokus på vejrudsigt og meteorologisk datavisualisering af vejrdata fra hele verden giver Ventusky brugeren mulighed for interaktivt og i realtid at overvåge vejrudviklingen for ethvert sted på Jorden.
Hovedleverandøren af meteorologiske data for Ventusky er National Oceanic and Atmospheric Administration og Tysklands Deutscher Wetterdienst, men radarlagene har mange andre landsspecifikke kilder.
Navnet Ventusky er en kombination af to ord, det første er det latinske ord Ventus, der betyder vind, og det andet er det engelske ord Sky der betyder himmel.

## Eksterne links
- Ventuskys hjemmeside.